# 齋藤友貴哉
- 斎藤友貴哉
- 斉藤友貴哉

齋藤 友貴哉（さいとう ゆきや、1995年1月5日 - ）は、山形県東根市出身のプロ野球選手（投手）。右投左打。北海道日本ハムファイターズ所属。
苗字については、自身の希望で旧字体の齋藤を登録名に用いているが、報道などで「斎藤」と表記されることもある。

## 経歴

### プロ入り前
東根市立小田島小学校の3年時に、軟式野球チームの「いなほスポーツ少年団」で野球を始める。東根市立第二中学校時代には、校内の軟式野球部と硬式クラブチーム「東根ヒーローズ」を兼部。
山形県立山形中央高等学校へ進学すると、1年夏の全国高等学校野球選手権山形大会でベンチ入りを果たした。チームは大会を制したものの、本大会ではベンチから外れた。さらに、1学年先輩の横山雄哉をはじめ、好投手がチームに揃っていたことから、在学中には目立った実績を残せなかった。
高校卒業後に桐蔭横浜大学へ進学。入学当初は制球難に陥ったが、助監督の萩原康の指導の下、投球フォームの改良と本格的なウエイトトレーニングを経て、3年春に神奈川大学野球のリーグ戦にデビュー。4年時の春季リーグ戦では、4勝1敗、防御率1.01の好成績でチームの優勝に貢献したほか、自身もMVPに選ばれた。
大学4年生だった2016年の秋にプロ志望届を日本学生野球協会に提出したが、その年のNPBドラフト会議ではどの球団からも指名されず、卒業後にHondaへ入社。入社1年目から主戦投手として登板を重ねた末に、JABA東京スポニチ大会で新人賞を獲得したほか、都市対抗野球大会では初登板ながらストレートで自己最速の152km/hを記録した。2年目の2018年には、エース級の活躍で、チームの東京スポニチ大会優勝に貢献。都市対抗野球大会では、予選で3試合に登板すると、通算投球イニング14回で自責点を全く許さなかった。本大会でもJR四国との初戦に先発したが、チームを勝利に導けなかった。
2018年のNPBドラフト会議で、阪神タイガースから4巡目で指名。契約金6000万円、年俸1000万円（金額は推定）という条件で入団するとともに、新日鐵住金鹿島を経て2015年から阪神に在籍している横山と再びチームメイトになった。背番号は48。この会議では、Hondaのチームメイトのうち、木浪聖也が3巡目で阪神から、松田進が7巡目で千葉ロッテマリーンズからそれぞれ指名。いずれも後に入団したため、木浪とは阪神でもチームメイトになった。
なお、ドラフト会議での指名後には、Hondaの投手として第44回社会人野球日本選手権大会に出場した。実際には登板の機会がなく、チームは初戦のJR東海戦で、延長12回タイブレークの末に敗れた。

### 阪神時代

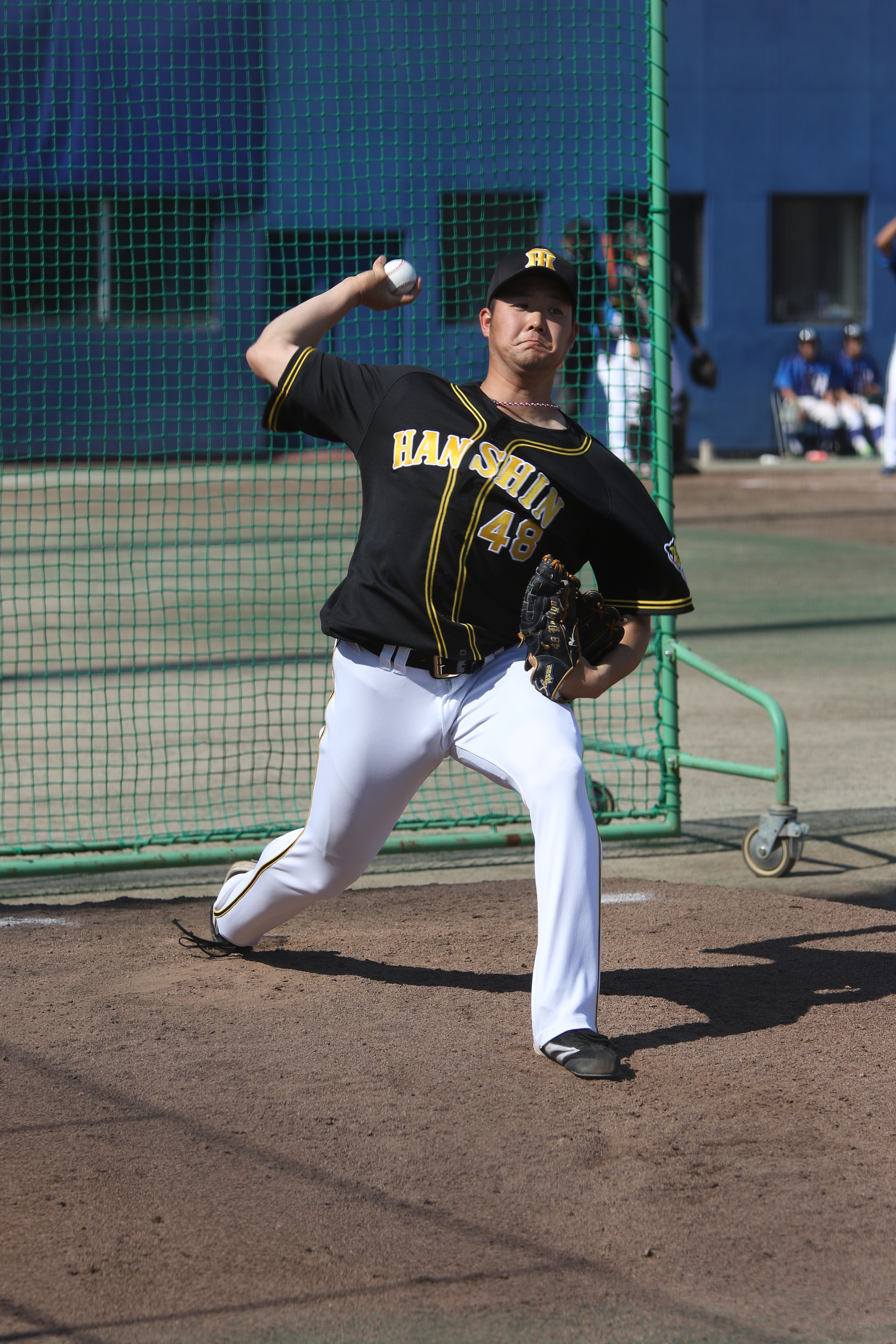
阪神時代
（2019年5月25日 ナゴヤ球場）

2019年は春季キャンプを一軍でスタートし、2月24日のオープン戦にも登板したが、春季キャンプ終了後に二軍へ降格。ウエスタン・リーグでは6試合に登板し、防御率0.00と結果を残すと、4月17日に出場選手登録された。同19日の読売ジャイアンツ戦で6点ビハインドの6回表からプロ初登板となり、2回1安打3四球2奪三振無失点に抑えたものの、この1試合のみで4月26日に登録抹消。6月2日に再登録されたが、登板機会がないまま、同5日に出場選手登録を抹消された。二軍では、7月11日に開催されたフレッシュオールスターに選出されており、ウエスタン・リーグ選抜の7番手として登板。二度目の登録抹消以降は、一軍へ再昇格することができずにシーズンを終え、ルーキーイヤーの一軍登板は前述の1試合のみであった。オフに50万円減となる推定年俸950万円で契約を更改した。
2020年は新型コロナウイルスの影響で120試合制の短縮シーズンとなり、開幕も6月19日に延期。開幕前の練習試合では登板していたが、開幕は二軍で迎え、ウエスタン・リーグでは10試合のリリーフ登板で防御率6.28と打ち込まれていた。ただ、8月22日の二軍戦で公式戦初先発となり、5回無失点と好投し、この試合を含めて3先発・13イニングを投げ、無失点・17奪三振を記録すると、9月10日の横浜DeNAベイスターズ戦でシーズン初登板・プロ初先発。3回表の先頭打者としてプロ初打席に立ち、高めの速球を叩きつけて激走すると、投手への内野安打でプロ初安打を記録し、その後先制のホームも踏んだ。しかし、直後の3回裏に同点を許し、4回表に代打を送られて降板となり、3回3安打3四球3奪三振2失点で勝敗は付かなかった。翌11日に出場選手登録を抹消されて以降も二軍で先発調整していたが、チーム内の新型コロナウイルス感染拡大により、リリーフとして9月25日に特例2020の代替指名選手で出場選手登録。4試合に登板したが、10月8日に出場選手登録を抹消され、そのまま二軍でシーズンを終えた。この年は5試合（1先発）の登板で0勝0敗・防御率7.71という成績であり、オフに100万円減となる推定年俸850万円で契約を更改した。
2021年は開幕ローテーション入りを目指し、3月10日のオープン戦に先発したが、5回4安打3四死球5奪三振3失点（自責点2）という内容で、その後は二軍での調整となり、開幕ローテーションからは外れた。二軍では5月上旬まで先発ローテーションを回り、7試合（6先発）の登板で防御率3.34を記録していたが、5月14日の二軍戦ではリリーフ登板。同19日にリリーフとして出場選手登録され、同28日の埼玉西武ライオンズ戦で2点ビハインドの8回裏からシーズン初登板となり、三者凡退に抑えると、直後の9回表にチームが逆転して勝利したことで、齋藤にプロ初勝利が記録された。その後は一軍のブルペンの一角を担い、7月4日の広島東洋カープ戦ではプロ初ホールドを記録。東京オリンピックによるレギュラーシーズン中断期間を経て、後半戦の開幕も一軍で迎えたが、8月25日のDeNA戦で1回3安打2四球3失点を喫すると、翌26日に出場選手登録を抹消された。9月10日に再登録され、2試合の登板でいずれも無失点に抑えたが、同24日に出場選手登録を抹消され。この年は19試合のリリーフ登板で1勝1敗1ホールド・防御率4.63を記録。ポストシーズン開幕となる11月6日に出場選手登録され、同日の巨人とのCSファーストステージ第1戦でポストシーズン初登板を果たし、1イニングを無失点に抑えた。オフに350万円増となる推定年俸1200万円で契約を更改した。
2022年は春季キャンプの一軍スタートが決定していたが、1月21日に無症状ながらも新型コロナウイルス陽性判定を受け、隔離期間を経て、2月1日に二軍へ合流。3月11日に一軍へ合流すると、オープン戦では3試合の登板で2セーブ・防御率0.00とアピールに成功し、自身初めて開幕を一軍で迎えた。交流戦開幕前の時点では15試合（1先発）に登板し、失点を喫したのは3試合のみであったが、いずれも3失点と好不調の波が激しく、0勝1敗・防御率4.67という成績であった。5月25日の東北楽天ゴールデンイーグルス戦で1回2安打2死球2失点を喫すると、この登板を最後に同30日に登録抹消。6月24日に再登録され、2試合の登板でいずれも無失点に抑えていたが、7月14日に出場選手登録を抹消された。同16日に特例2022の代替指名選手として再登録されるも、登板機会がないまま、8月1日に登録抹消。9月7日に再登録されたが、2試合連続で失点を喫し、同11日に出場選手登録を抹消され、そのまま二軍でシーズンを終えた。この年は20試合（1先発）の登板で0勝1敗・防御率5.01という成績であった。

### 日本ハム時代
2022年10月18日、渡邉諒・髙濱祐仁との2対2のトレードで、江越大賀と共に北海道日本ハムファイターズへの移籍が発表された。背番号は阪神時代と同じ48。11月28日には契約更改交渉を行い、500万円増となる推定年俸1700万円でサインした。
2023年は春季キャンプを一軍でスタートしたが、キャンプ初日の紅白戦にて、初球を投じた後に右膝の違和感を訴えて緊急降板。右膝前十字靱帯断裂と診断され、3月2日に再建手術を受けた。その後はリハビリが続き、この年は二軍でも実戦登板がなく、オフに200万円減となる推定年俸1500万円で契約を更改した。
2024年は3月13日の春季教育リーグで実戦復帰を果たした。イースタン・リーグでは8試合に登板し、防御率2.00と安定した投球を披露すると、4月30日に出場選手登録されたが、5試合の登板で1勝1敗1ホールド・防御率5.79と振るわず、5月19日に登録抹消。6月25日に再登録されると、8月に10日間ほど二軍再調整期間がありながらもブルペンの一角を担い、7月20日の登板以降は、レギュラーシーズン終了まで13試合連続無失点を記録した。シーズン終盤には勝ちパターンでの起用も増え、10月5日の楽天戦では1点リードの9回裏から登板し、1イニングを無失点に抑えてプロ初セーブを挙げた。この年は25試合の登板で1勝1敗5ホールド1セーブ・防御率1.71を記録し、CSでも2試合に登板して存在感を示した。11月30日のファンフェスティバルでは新庄剛志監督から、田中正義と共に翌シーズンの抑え投手に指名された。12月3日には契約更改交渉を行い、1000万円増となる推定年俸2500万円でサインした。

## 選手としての特徴
| 球種         | 配分 % | 平均球速 km/h | 被打率 |
| ------------ | ------ | ------------- | ------ |
| ストレート   | 59.3   | 154.9         | .290   |
| フォーク     | 24.3   | 145.2         | .103   |
| スライダー   | 14.2   | 133.0         | .125   |
| カーブ       | 01.3   | 124.5         | 1.000  |
| カットボール | 00.9   | 147.3         | .000   |

肩や肘、股関節の柔軟性を生かしたダイナミックなフォームから投げ込む最速160km/hの重いストレートは打者の手元で微妙に動く。変化球はスライダー、スプリット、カーブ、ツーシームなどを投じる。
マウンドに上がると、緊張や力みから「真っすぐでストライクが入らず自滅していく」と本人は話し、トレード移籍となった際にも移籍先の日本ハム一軍監督（当時）の新庄剛志から「課題はメンタルに尽きる」とメンタル面の課題を指摘されていた。ただ、2024年シーズンは武田久投手コーチからの「もうお前は行くしかないんだから」という言葉で「久さんが背中を押してくれた感じなんです。『コントロールで攻めるタイプじゃないし』ていうのもありましたね」「前向きというか、向かって行くだけという。気持ちを変えました。緊張はめっちゃするんですけど、気持ちは負けないっていうのを意識しました」とメンタル面が改善され、プロ初セーブを挙げるなど飛躍を遂げた。

## 人物
Honda時代に結婚し、2018年には第1子（長男）を授かった。阪神では既婚の新人選手に対して選手寮「虎風荘」への入寮が免除されているが、1年目の2019年シーズンは「野球に集中したい」という自身の希望から「虎風荘」で単身赴任生活を経験。2019年1月7日に虎風荘へ入寮した際には、家族全員の手形が押された色紙を自室に持ち込んだ。同年12月からは、退寮したうえで妻子との生活を再開している。
Honda硬式野球部の岡野勝俊監督（当時）は、齋藤の人間性について「たまに突拍子もないことを言ったりしてみんなを笑わせていた。そんな天然の部分もあるけど、根っこはとてもピュアな感じだと思いますよ」と話し、周囲を和ませる天然キャラ。

日本ハム時代、2024年8月27日の楽天戦では、先頭打者に安打を許すと、自身のバント処理悪送球→自身のベースカバーが遅れたことによる一塁内野安打で無死満塁のピンチを招く。しかし後続を空三振→二ゴロ→投ゴロに抑え無失点で切り抜けると、まるで優勝した瞬間のようにド派手なガッツポーズを披露し、喜びを爆発させたが、新庄剛志監督が「バンザイちゃうやろ～って。みんな大爆笑。両手あげんな！みたいな。吉本（新喜劇）だったらずっこけてましたよ。ベンチで。ずっこけりゃよかったね」と話したように、日本ハムベンチは総ツッコミ状態となった。また、同年10月5日の楽天戦でプロ初セーブを挙げ、ヒーローインタビューを受けた際には、何を聞かれても「行くだけ！！」と連呼すると、このフレーズがポストシーズンのチームの合言葉となり、球団も急遽、同16日から「行くだけ！！」グッズの受注販売を開始。CSファーストステージ第3戦で決勝打を放った水野達稀も齋藤について「こうやって流行させられるのは、やっぱ、あの人の魅力」と話した。
SNSでのファンからの呼び名は「さい○う　○○や」。ベンチから総ツッコミを受けた楽天戦（前述）の試合後に新庄監督が自身のインスタグラムで「明日から登録名を「さいこう　ゆきや」に変更させてもらいます」と投稿したことがきっかけで、2024年9月23日の西武戦で160km/hを計測した後には「さいきょう　ゆきや」、さらにプロ初セーブを挙げた楽天戦のヒーローインタビュー（前述）を受けた後には「さいきょう　いくや」と変化している。

## 詳細情報

### 年度別投手成績
| 年 度     | 球 団     | 登 板 | 先 発 | 完 投 | 完 封 | 無 四 球 | 勝 利 | 敗 戦 | セ 丨 ブ | ホ 丨 ル ド | 勝 率 | 打 者 | 投 球 回 | 被 安 打 | 被 本 塁 打 | 与 四 球 | 敬 遠 | 与 死 球 | 奪 三 振 | 暴 投 | ボ 丨 ク | 失 点 | 自 責 点 | 防 御 率 | W H I P |
| --------- | --------- | ----- | ----- | ----- | ----- | -------- | ----- | ----- | -------- | ----------- | ----- | ----- | -------- | -------- | ----------- | -------- | ----- | -------- | -------- | ----- | -------- | ----- | -------- | -------- | ------- |
| 2019      | 阪神      | 1     | 0     | 0     | 0     | 0        | 0     | 0     | 0        | 0           | ----  | 10    | 2.0      | 1        | 0           | 3        | 0     | 0        | 2        | 0     | 0        | 0     | 0        | 0.00     | 2.00    |
| 2020      | 阪神      | 5     | 1     | 0     | 0     | 0        | 0     | 0     | 0        | 0           | ----  | 35    | 7.0      | 9        | 1           | 5        | 0     | 0        | 11       | 3     | 0        | 6     | 6        | 7.71     | 2.00    |
| 2021      | 阪神      | 19    | 0     | 0     | 0     | 0        | 1     | 1     | 0        | 1           | .500  | 103   | 23.1     | 23       | 1           | 12       | 0     | 0        | 26       | 3     | 0        | 14    | 12       | 4.63     | 1.50    |
| 2022      | 阪神      | 20    | 1     | 0     | 0     | 0        | 0     | 1     | 0        | 0           | .000  | 107   | 23.1     | 23       | 2           | 10       | 0     | 3        | 27       | 0     | 0        | 14    | 13       | 5.01     | 1.41    |
| 2024      | 日本ハム  | 25    | 0     | 0     | 0     | 0        | 1     | 1     | 1        | 5           | .500  | 115   | 26.1     | 23       | 2           | 12       | 0     | 0        | 25       | 3     | 0        | 6     | 5        | 1.71     | 1.34    |
| 通算：5年 | 通算：5年 | 70    | 2     | 0     | 0     | 0        | 2     | 3     | 1        | 6           | .400  | 370   | 81.3     | 79       | 6           | 42       | 0     | 3        | 91       | 9     | 0        | 40    | 36       | 4.43     | 1.48    |

- 2024年度シーズン終了時

### 年度別守備成績
| 年 度 | 球 団    | 投手  | 投手  | 投手  | 投手  | 投手  | 投手     |
| 年 度 | 球 団    | 試 合 | 刺 殺 | 補 殺 | 失 策 | 併 殺 | 守 備 率 |
| ----- | -------- | ----- | ----- | ----- | ----- | ----- | -------- |
| 2019  | 阪神     | 1     | 0     | 0     | 0     | 0     | ----     |
| 2020  | 阪神     | 5     | 1     | 0     | 0     | 0     | 1.000    |
| 2021  | 阪神     | 19    | 0     | 5     | 0     | 0     | 1.000    |
| 2022  | 阪神     | 20    | 1     | 2     | 0     | 0     | 1.000    |
| 2024  | 日本ハム | 25    | 4     | 4     | 1     | 1     | .889     |
| 通算  | 通算     | 70    | 6     | 11    | 1     | 1     | .944     |

- 2024年度シーズン終了時

### 記録
初記録
投手記録
- 初登板：2019年4月19日、対読売ジャイアンツ4回戦（阪神甲子園球場）、6回表に3番手で救援登板、2回1安打無失点[19]
- 初奪三振：同上、6回表に亀井善行から空振り三振[18]
- 初先発登板：2020年9月10日、対横浜DeNAベイスターズ15回戦（横浜スタジアム）、3回2失点で勝敗つかず[33]
- 初勝利：2021年5月28日、対埼玉西武ライオンズ1回戦（メットライフドーム）、8回裏に5番手で救援登板、1回無失点[48]
- 初ホールド：2021年7月4日、対広島東洋カープ10回戦（MAZDA Zoom-Zoom スタジアム広島）、4回裏に2番手で救援登板、1回無失点[49]
- 初セーブ：2024年10月5日、対東北楽天ゴールデンイーグルス24回戦（楽天モバイルパーク宮城）、9回表に5番手で救援登板・完了、1回無失点[105]

打撃記録
- 初打席・初安打：2020年9月10日、対横浜DeNAベイスターズ15回戦（横浜スタジアム）、3回表にマイケル・ピープルズから投前内野安打[31]

### 背番号
- 48（2019年[10][87] - ）

### 登場曲
- 「I Was Born To Love You」Queen（2019年、2021年 - ）
- 「End of the day」Mr.Children（2020年）
- 「ANTENNA」Mrs. GREEN APPLE（2024年）

## 出演

### 配信
- プロ野球×将棋特番・プロ野球最強将棋王決定戦（2020年12月20日、ニコニコ生放送）※YouTubeでは2021年2月に2回に分けて配信[122]